# Defiance (Ohio)
Defiance é uma cidade localizada no estado norte-americano de Ohio, no Condado de Defiance.

## Demografia
Segundo o censo norte-americano de 2000, a sua população era de 16.465 habitantes.
Em 2006, foi estimada uma população de 16.212, um decréscimo de 253 (-1.5%).

## Geografia
De acordo com o United States Census Bureau tem uma área de 28,6 km², dos quais 27,3 km² cobertos por terra e 1,3 km² cobertos por água.

## Localidades na vizinhança
O diagrama seguinte representa as localidades num raio de 20 km ao redor de Defiance.